# Grand Prix de Wallonie
Grand Prix de Wallonie är ett travlopp för 3-12-åriga varmblod som körs på travbanan Hippodrome de Wallonie i Mons i Belgien varje år i augusti. Det är ett Grupp 1-lopp, det vill säga ett lopp av högsta internationella klass. Det är det största travloppet i Belgien. Loppet körs över distansen 2300 meter. Förstapris i loppet är 90 000 euro.

## Vinnare
| År   | Häst              | Land      | Tid    | Efter              | Kusk                 | Tvåa               | Trea               |
| ---- | ----------------- | --------- | ------ | ------------------ | -------------------- | ------------------ | ------------------ |
| 2024 | Go On Boy         | Frankrike | 1'14"5 | Password           | Romain Derieux       | Ampia Mede SM      | Idao de Tillard    |
| 2023 | Go On Boy         | Frankrike | 1'14"8 | Password           | Romain Derieux       | Elie de Beaufour   | Stoletheshow       |
| 2022 | Etonnant          | Frankrike | 1'12"6 | Timoko             | Anthony Barrier      | Vivid Wise As      | Cicero Noa         |
| 2021 | Face Time Bourbon | Frankrike | 1'13"1 | Ready Cash         | Éric Raffin          | Ce Bello Romain    | Rebella Matters    |
| 2020 | Face Time Bourbon | Frankrike | 1'11"0 | Ready Cash         | Björn Goop           | Valokaja Hindö     | Viking d'Hermes    |
| 2019 | Bold Eagle        | Frankrike | 1'11"0 | Ready Cash         | Tony Le Beller       | Valokaja Hindö     | Billie de Montfort |
| 2018 | Aubrion du Gers   | Frankrike | 1'11"3 | Memphis du Rib     | Joseph Verbeeck      | Billie de Montfort | Ultimate du Rib    |
| 2017 | Bold Eagle        | Frankrike | 1'13"4 | Ready Cash         | Franck Nivard        | Billie de Montfort | Booster Winner     |
| 2016 | Amiral Sacha      | Frankrike | 1'10"4 | Ganymède           | Gabriele Gelormini   | On Track Piraten   | Zorro Photo        |
| 2015 | Princess Grif     | Italien   | 1'14"3 | Varenne            | Roberto Andreghetti  | Paladin Bleu       | Onyx d'Em          |
| 2014 | Roi du Lupin      | Frankrike | 1'12"  | Fleuron Perrine    | Anthony Barrier      | Olmo Holz          | Pascia’ Lest       |
| 2013 | Timoko            | Frankrike | 1'13"1 | Imoko              | Joseph Verbeeck      | Reve de Beylev     | Deuxieme Picsous   |
| 2012 | Ready Cash        | Frankrike | 1'10"4 | Indy de Vive       | Franck Nivard        | Rapide Lebel       | Perlando           |
| 2011 | Rapide Lebel      | Frankrike | 1'13"1 | Ginger Somolli     | Éric Raffin          | Orso November      | Nuit Torride       |
| 2010 | Quilien d'Isques  | Frankrike | 1'14"2 | Isléro de Bellouet | Jean-Michel Bazire   | Perlando           | Orso November      |
| 2009 | Ilaria Jet        | Italien   | 1'12"8 | Pine Chip          | Christophe Martens   | Nimrod Borealis    | Premiere Steed     |
| 2008 | Olga du Biwetz    | Frankrike | 1'13"  | Cézio Josselyn     | Joseph Verbeeck      | Opus Viervil       | Amour Ami          |
| 2007 | Lady d'Auvrecy    | Frankrike | 1'13"8 | Dorenzo            | Sébastien Ernault    | Lhassa             | L´Ocean d´Urfist   |
| 2006 | L'Amiral Mauzun   | Frankrike | 1'13"3 | Bon Conseil        | Jean-Philippe Ducher | Jag de Bellouet    | Kito du Vivier     |
| 2005 | Kazire de Guez    | Frankrike | 1'13"4 | Udo de Touraine    | Jean-Michel Bazire   | Love You           | Joyau d'Amour      |
| 2004 | Jess Luxor        | Frankrike | 1'16"3 | Ultra Ducal        | Lutfi Kolgjini       | Kito du Vivier     | Jasoda             |
| 2003 | Orlando II        | Belgien   | 1'15"1 | Park Ridge Lobell  | Marc Huygens         | Hamilton d'Isques  | Ixion James        |
| 2002 | Étonne Moi        | Frankrike | 1'15"4 | James Pile         | Jean-Pierre Bizoux   | Nicolas Drossaert  | Nero Van Daverko   |